# Christian Opdenhoff

Christian Opdenhoff

Christian Opdenhoff (* 2. Oktober 1902 in Stanislau; † 26. Oktober 1975) war ein deutscher Politiker (NSDAP) und SS-Führer.

## Leben und Wirken
Nach dem Besuch der Volksschule und des Gymnasiums absolvierte Opdenhoff von November 1920 bis Ostern 1923 eine Schlosserlehre. Nach der bestandenen Gesellenprüfung absolvierte er noch eine halbjährige Dreherlehre. Von Herbst 1923 bis zum Juli 1924 war er als Landwirtschaftseleve in Lauchstädt tätig, dann von Juli 1924 bis zum Dezember 1927 als Landwirtschaftlicher Verwalter in Asendorf.
Ab 1928 besuchte Opdenhoff die Höhere Landwirtschaftliche Lehranstalt Neuhaldensleben. Von Januar 1929 bis zum Oktober 1932 stand er als landwirtschaftlicher Sachverständiger im Dienst der Domänenbank in Berlin.
Zum 28. September 1925 trat Opdenhoff in die NSDAP ein (Mitgliedsnummer 19.633). Von November 1931 bis August 1932 war Opdenhoff SA-Führer und Redner, dann von September 1932 bis Juli 1933 Kreisleiter in Wernigerode. Im August 1933 wurde er zum Gauschulungsleiter in Dessau ernannt. Dieses Amt nahm er bis zum Juni 1934 wahr. Im Juli 1935 übernahm er das Amt des Gaupersonalamtsleiters der NSDAP in Dessau. Im August 1936 wurde Opdenhoff schließlich als Reichsamtsleiter in den Stab des Stellvertreters des Führers Rudolf Heß in München berufen.
Vom 29. März 1936 bis zum Ende der NS-Herrschaft im Frühjahr 1945 saß Opdenhoff als Abgeordneter für den Wahlkreis 10 (Magdeburg) im nationalsozialistischen Reichstag. Daneben war er Mitglied des Landesbauernrates von Sachsen-Anhalt und Sturmbannführer der SS (SS-Nummer 279.314). In der SS erreichte er 1941 den Rang eines Oberführers.
Beim „Anschluss“ Österreichs an das Deutsche Reich war Opdenhoff im Stab von Josef Bürckel, dem beauftragten Reichskommissar für die Wiedervereinigung Österreichs mit dem Deutschen Reich, mit dem Aufbau der NSDAP in Österreich beauftragt.
Vom 1. Mai 1940 bis 1944 war Opdenhoff stellvertretender Gauleiter im Reichsgau Oberdonau und von September 1944 bis zum Kriegsende 1945 stellvertretender Gauleiter im Gau Ost-Hannover, dessen Geschäftsführung ihm oblag.
Nach Kriegsende war er in der Automobilbranche tätig.